# Avgust Ivančič
Avgust Ivančič, slovenski glasbenik, * 25. junij 1898, Trst, † 15. april 1944, Ljubljana.
Rodil se je očetu železničarju Antonu in materi Karolini (rojena Vovk). Obiskoval je osnovno šolo in gimnazijo v Trstu ter začel študij violine na Vramovem glasbenem liceju in končal glasbeno akademijo v Bologni. Po končanem študiju je poučeval violino na šoli Glasbene matice v Trstu in igral v njenem orkestru. Po požigu Narodnega doma je nadaljeval s poučeval na svojem domu. Bil je tudi stalni violinist ansambla opernega gledališča Verdi v Trstu. Po nastopu fašizma je bil večkrat priprt, zgubil pa je tudi delo v opernem ansamblu, zato se je z ženo in sinom izselil v Kraljevino Jugoslavijo. V Ljubljani se je zaposlil v ansamblu opernega gledališča ter istočasno poučeval violino na šoli Glasbene matice. V tem času se je posvečal tudi izdelavi godal, predvsem viol. Bil je tudi ljubiteljski fotograf in sodeloval na številnih fotografskih razstavah. Med okupacijo Ljubljane se je aktivno vključil v Osvobodilno fronto.